# Sphindus himalayanus
Sphindus himalayanus es una especie de coleóptero de la familia Sphindidae.

## Distribución geográfica
Habita en Sikkim (India).